# Olimpiada Wiedzy Ekologicznej
Olimpiada Wiedzy Ekologicznej (OWE) – olimpiada szkolna z zakresu ekologii, organizowana od 1985 dla uczniów szkół średnich przez Ligę Ochrony Przyrody. Jej celem jest szerzenie tematyki ekologicznej i przyrodniczej wśród młodzieży. Organizacja olimpiady uregulowana jest rozporządzeniem Ministra Edukacji Narodowej. Olimpiada jest finansowana przez Ministerstwo Edukacji Narodowej, na podstawie wyników otwartego konkursu ofert. 

## Historia
Jubileuszowy, 25 finał odbył się w dniach 4-6 czerwca 2010 w Białowieży. 30 finał odbył się w Olsztynie.

## Cele
Celem olimpiady jest kształtowanie wśród młodzieży świadomości ekologicznej i odpowiednich postaw względem środowiska przyrodniczego a także budzenie i rozwijanie zainteresowań przyrodniczych. Olimpiada ma za zadanie pobudzać aktywność badawczą, inspirować do podejmowania inicjatyw działań praktycznych na rzecz ochrony przyrody, poprawy stanu środowiska, krajobrazu oraz warunków życia ludzi. 

## Struktura
Olimpiada składa się z trzech etapów. 
- I etap: eliminacje szkolne – polegają na rozwiązaniu testu składającego się z 50 zadań opracowanych przez Komitet Główny Olimpiady.
- II etap: eliminacje okręgowe – są dwu częściowe, najpierw uczestnicy rozwiązują test z 50 zadaniami przygotowanymi przez Komitet Główny Olimpiady, 12 uczestników, którzy uzyskali najlepsze rezultaty kwalifikuje się do części ustnej, w której uczestnik losuje zestawy sześciu pytań problemowych. Do dalszego etapu kwalifikuje się siedmiu najlepszych.
- III etap: eliminacje krajowe (centralne) – ich zadaniem jest wyłonienie finalistów i laureatów Olimpiady Ekologicznej. Polegają one na przeprowadzeniu części pisemnej składającej się z testu zawierającego 50 zadań. Wyłanianych jest 10 najlepszych uczestników (należy uzyskać minimum 70% poprawnych odpowiedzi), którzy przystępują do części ustnej złożonej z sześciu pytań. Wyniki decydują o zajętych miejscach.

## Organizator
Organizatorem merytorycznym i patronem jest Szkoła Główna Gospodarstwa Wiejskiego przy wsparciu Ministra Środowiska oraz jednostek Ligi Ochrony Przyrody

## Uprawnienia finalisty i laureata
Finalistom i laureatom etapu centralnego olimpiady przysługuje zwolnienie z postępowania kwalifikacyjnego na ponad 60 polskich uczelni.
Tytuł laureata otrzymują uczestnicy zakwalifikowani do części ustnej eliminacji krajowych.